# Canned Heat
Canned Heat é uma banda norte-americana de rock e blues fundada em 1965 pelo guitarrista (base ou slide), gaitista e vocalista Alan Wilson e por Bob Hite, que era o vocalista principal. Bob Hite era também gaitista da banda em músicas como "On The Road Again", onde Alan Wilson assume os vocais. Outros integrantes da banda eram o baixista Larry Taylor, o guitarrista (solo) Henry Vestine e o baterista Adolf Fito de la Parra. O álbum de estreia do grupo foi lançado pouco tempo depois de sua aparição no Festival Pop de Monterey, mas o estouro da banda viria mesmo depois do lançamento do disco seguinte, Boogie with Canned Heat e de sua participação no Festival de Woodstock.
Depois de alcançar grande fama com suas versões de "Goin' Up The Country" e "Let's Work Together", Wilson morreu em setembro de 1970 sob circunstâncias misteriosas (provavelmente relacionada às drogas). Apesar das inúmeras mudanças na formação, Hite permaneceu com a banda em importantes apresentações (entre elas no Festival de Montreux em 1973), até sua morte, logo depois de um show, de um ataque cardíaco, em 1981.
Canned Heat não é uma banda muito conhecida no mainstream, portanto muitos fãs a consideram subestimada pela crítica, apesar de inovar em sua época, porque na década de 1970 era uma das poucas bandas de blues formadas apenas por brancos, e pela sua originalidade tanto em covers quanto nas composições. As músicas são baseadas em artistas clássicos de blues, como Robert Johnson, John Lee Hooker, Skip James, entre muitos outros.
A banda continua até hoje, liderada por alguns dos integrantes originais, ocasionalmente lançando discos e tocando para um público restrito e fiel.

## Discografia

### Álbuns de estúdio
- Canned Heat (1967)
- Boogie with Canned Heat (1968)
- Livin' the blues (1968)
- Hallelujah (1969)
- Future blues (1970)
- Vintage (1970)
- Hooker 'n Heat (com John Lee Hooker) (1971)
- Historical Figures and Ancient Heads (1971)
- The New Age (1973)
- One More River to Cross (1973)
- Memphis Heat (com Memphis Slim) (1974)
- Human Condition (1978)
- Kings of the Boogie (1981)
- Reheated (1988)
- Internal Combustion (1994)
- Canned Heat Blues Band (1996)
- House of Blue Light (1998)
- Boogie 2000 (1999)
- The Boogie House Tapes (2000)
- Friends in the Can (2003)
- The Boogie House Tapes Volume 2 (2004)

### Ao vivo
- Canned Heat '70 Concert Live in Europe (1970)
- Live at the Topanga Corral (1971)
- Live at Turku Rock Festival (1971)
- Live at Montreux  (1973)
- Hooker 'n Heat, Live at the Fox Venice Theatre (1981)
- Burnin' Live (1991)
- In concert King Biscuit Flower Hour (1995)
- The Ties That Bind (1997)

### Coletâneas
- Let's Work Together: The Best of Canned Heat (1989)
- Uncanned! The Best of Canned Heat (1994)